# شارل فرانسوا دوموريه
كان شارل فرانسوا دو بيريه دوموريه (26 يناير 1739 - 14 مارس 1823) ضابطًا عسكريًا فرنسيًا ووزيرًا للخارجية ووزيرًا للحرب في حكومة الجيرونديين وجنرالًا في الجيش أثناء الحروب الثورية الفرنسية. تشارك مع الجنرال فرانسوا كريستوف كيلرمان الانتصار الفرنسي الأول في فالمي حيث أُجبر الجيش البروسي على الانسحاب. وسرعان ما تقدم شمالًا (حتى موردايك)، لكنه قرر العودة إلى بروكسل عندما فقدت الجيوش الفرنسية أراض في بلجيكا. اختلف مع المؤتمر الراديكالي والنواب على ضم البلاد. ترك الجيش الثوري في أوائل أبريل 1793. انشق دوموريه وانضم إلى النمساويين بعد رفضه تسليم نفسه إلى المحكمة الثورية المشكلة حديثًا. وبات مؤيدًا للملكية في عهد نابليون وكذلك مستشارًا للحكومة البريطانية.

## العمل السياسي
انتقل إلى باريس عند اندلاع الثورة، منضمًا إلى نادي اليعاقبة، إذ رأى في ذلك فرصة لتأسيس مستقبل وظيفي جديد. كانت وفاة ميرابو بمثابة ضربة كبيرة له، إذ كان يربط حظوظه به. ومع ذلك، نشأت الفرصة مرة أخرى عندما عرض، بصفته فريقًا في الجيش وقائدًا لنانت، مساعيه لمساعدة الجمعية التأسيسية الوطنية بعد هروب العائلة المالكة الفاشل إلى فارين.
عُين دوموريه عام 1790 مستشارًا عسكريًا فرنسيًا للحكومة البلجيكية المستقلة التي تشكلت حديثًا وظل ملتزمًا بقضية استقلال الجمهورية البلجيكية. عمل وزير الحرب، لوي ليبيغ دوبورتاي، على ترقية دوموريه من رئيس مجلس الحرب إلى لواء في يونيو 1791 وألحقه بالفرقة الثانية عشرة، التي كانت تحت قيادة الجنرال جاك ألكسيس دو فيرتوي.
انضم بعد ذلك إلى حزب الجيرونديين، وفي 15 مارس 1792، عُين وزيرًا للخارجية الفرنسية. كان دوموريه ودودًا للغاية مع أرماند جينسونه، وفقًا لما ذكره روبسبير. ومن ثم اختار ليبرون توندو ليكون ضابطه الأول للشؤون البلجيكية وإقليم لياج. لم تكن العلاقة بين الجيرونديين ودوموريه قائمة على أيديولوجية ما، وإنما على الفائدة العملية التي تقدمها لكلا الطرفين. احتاج دوموريه أعضاءً في المجلس التشريعي بهدف دعمه، وكان الجيرونديون بحاجة إلى جنرال لمنحهم الشرعية في الجيش. لعب دورًا رئيسيًا في إعلان الحرب ضد النمسا (20 أبريل)، وخطط لشن هجوم على تورناي وغزو الأراضي المنخفضة النمساوية. تأثرت سياسته الخارجية تأثرًا شديدًا بجان لويس فافييه. دعا فافييه فرنسا إلى قطع علاقاتها مع النمسا.
عند إقالة الملك لرولان وكلافيير وسيرفان (13 يونيو 1792)، حل محل سيرفان وزيرًا للحرب، لكنه استقال بعد أيام قليلة بسبب رفض لويس السادس عشر التوصل إلى اتفاق مع الجمعية التأسيسية الوطنية، فيما يتعلق بحقه المعلق في النقض. وفي غضون أسبوع، انضم إلى جيش الشمال بقيادة المشير لوكنر. بعد تمرد 10 أغسطس 1792 ورحلة لافاييت، حصل على منصب في قيادة «جيش المركز». وفي الوقت ذاته، اضطلع أعداء فرنسا بالهجوم. فباشر دوموريه على الفور بالعمليات العسكرية من سيدا في آردين.
في 24 أغسطس 1792، كتب دوموريه إلى حليفه الجنرال فرانسوا كيلرمان عن الفراغ الموجود في القوة العسكرية داخل فرنسا. أعرب دوموريه في هذه الرسالة عن آرائه مصرًا بأن لافاييت «خائن» لفرنسا بعد اعتقاله لحشد جيشه من حدود فرنسا إلى باريس بهدف حماية العائلة المالكة من الثوار الساخطين على النظام الملكي في فرنسا آنذاك. يظهر ارتباط دوموريه بنادي اليعاقبة بشكل واضح في هذه الرسالة، إذ حدث فيها كيلرمان كيف أن الجيش «تطهر من الأرستقراطيين» أخيرًا. كان ولاء دوموريه للجيش الفرنسي، الذي اتضح في هذه الرسالة، أمرًا فعالًا في توليه منصبه المستقبلي وزيرًا للخارجية الفرنسية من مارس 1792 إلى يونيو 1792، معيدًا الحدود الطبيعية لفرنسا. تغلب دوموريه على القوات الغازية التابعة لدوق برونزويك في غابة أرغون. صد مرؤوسه كيلرمان البروسيين في فالمي (20 سبتمبر 1792). وبعد هذه الانتصارات العسكرية، كان دوموريه مستعدًا لغزو بلجيكا بهدف نشر الثورة من خلال حملة فلاندرز.

## جيش الشمال
بدعم من الوزير ليبرون توندو، أعلن دوموريه في المؤتمر الوطني المنعقد في 12 أكتوبر أنه سيحرر البلجيكيين ومواطني لياج. وغزا الأراضي المنخفضة النمساوية في 27 أكتوبر 1792. هزم دوموريه النمساويين شر هزيمة في جيمابيه (6 نوفمبر 1792). وأصبح بطلًا عسكريًا بفضل هذا الانتصار الحاسم، فأطلقت عليه دورية «ثورات باريس» لقب محرر البلجيكيين. وصل إلى بروكسل في 14 نوفمبر. وتلقى عدة مرات دعوة من الوطنيين/الثوريين الهولنديين الذين اتفق معهم على المبادئ؛ استقر دي كوك ودانديلس وأصدقاؤه في أنتويرب. أشار كامبون إلى الخزانة الفارغة والأثرياء الهولنديين. كتب دوموريه خطابًا إلى المؤتمر يلومه فيه لعدم إمداد جيشه بما يرضيه وعلى المرسوم الصادر في 15 ديسمبر، الذي سمح للجيوش الفرنسية بالنهب في الأراضي التي ظفروا بها، إلى جانب اعتماد العملة الورقية المعدة للتضخم في المناطق المحتلة، ومصادرة ممتلكات الكنيسة. أكد المرسوم على أن أي خطة تتعلق ببلجيكا ستفشل لغياب الدعم الشعبي بين البلجيكيين.
أراد دوموريه تشكيل دولة بلجيكية مستقلة، حرة من السيطرة النمساوية، والتي من شأنها أن تكون حاجزًا على الحدود الشرقية لفرنسا، لكنه أمرٌ لن يثير قلق البريطانيين. ولتحقيق ذلك، بدأ المفاوضات مع السلطات المحلية في بلجيكا، ولكن في 15 ديسمبر أصدر المؤتمر مرسومًا يأمر القادة العسكريين في الأراضي المحتلة بتنفيذ جميع القوانين الثورية.

### الحرب مع الجمهورية الهولندية
استُقبل دوموريه بحفاوة شعبية بالغة عند عودته إلى باريس في 1 يناير 1793، لكنه لم يلق القدر ذاته من التفهم لدى الحكومة الثورية. اجتمع مع ليبرون توندو في 12 يناير؛ أُرسل مرة أخرى في 23 يناير. كان الهولنديون على استعداد للدفع وأُرجأ غزو مزمع على هولندا. بالنسبة للأفراد الأكثر راديكالية في باريس، بات واضحًا أن دوموريه لم يكن وطنيًا حقيقيًا، لكنهم سعوا أثناء محاكمة لويس السادس عشر لإنقاذه من الإعدام. وفي 29 يناير خسر دوموريه صلاحياته في المفاوضة. بمساعدة الجيرونديين، حرص دوموريه على جعل باتشي المقصر مضطرًا على الاستقالة في نهاية يناير 1793؛ في أكثر المراحل الحرجة من الحرب.
كان إعلان الحرب دائمًا من امتيازات الملك. وفي 1 فبراير، أعلن بريسو الحرب على ملك بريطانيا العظمى والحاكم العام للجمهورية الهولندية، وليس على الشعب. وفي اليوم التالي، أعاد ميراندا، الجنرال الوحيد في الخدمة الفرنسية من أمريكا اللاتينية، قيادة القوات الفرنسية إلى دوموريه. على الرغم من أن دوموريه نصح الحكومة، بالاعتراف باستقلال بلجيكا بكل بساطة، فقد أرسل اليعاقبة العديد من الوكلاء. في 7 فبراير، أعرب دوموريه عن تقديره للاقتراحات السرية لفان دي شبيغل وبارون أوكلاند: يتعين على فرنسا الامتناع عن العدوان على الدول الأخرى مقابل الاعتراف بالجمهورية الفرنسية. وفي 15 فبراير، أرسل يوهان فالكينير توجيهًا إلى كامبون، رئيس المؤتمر، بمنح دوموريه، وليس اللجنة، كافة الصلاحيات لإقالة الحكام وإعادة آخرين إلى السلطة. اقترح لازار كارنو تنفيذ الضم نيابة عن المصالح الفرنسية سواء رغب الشعب الخاضع للضم أم لا. وفي 17 فبراير 1793، اجتازت القوات الفرنسية والفيلق الباتافي الحدود الهولندية. اتجه ميراندا وستينغل ودامبيه وفالينس ويوستاس إلى الشمال الشرقي؛ توجه دوموريه ودانديلس إلى الشمال الغربي. احتُلت بريدا وكلاندرت وغيرتريدنبرغ بجيش من اللامتسرولين الذين افتقروا إلى كل شيء تقريبًا. تلقى دوموريه أوامرًا بالعودة إلى بروكسل بدلًا من دخول هولندا، بعد خسارة الفرنسيين لفينلو وآخن وماستريخت وجميع الإمدادات في لياج أوائل مارس. كان الوضع مقلقًا. أرسل ميراندا رسالة إلى دوموريه يخبره بمواصلة خطته وعدم العودة إلى بلجيكا.
خاطب دوموريه مجلس بروكسل في 11 مارس، معتذرًا عن تصرفات المفوضين الفرنسيين وعمليات النهب التي مارسها الجنود. وفي 12 مارس كتب دوموريه خطابًا غاضبًا متطاولًا اعتُبر «إعلانًا للحرب على المؤتمر». انتقد تدخل مسؤولي وزارة الحرب التي وظفت العديد من اليعاقبة. لم يهاجم وزير الحرب السابق، باتشي، فحسب، بل هاجم أيضًا مارات وروبسبير. وفي غضون ذلك، بدأ دانتون بتشكيل المحكمة الثورية لاستجواب الجنرالات في وقت ما. لطالما كان دوموريه عاجزًا عن فهم مسار المؤتمر والوثوق به. خاب أمله في تطرف الثورة وسياساتها ووضع حدًا لجهود الضم. كان الشعب البلجيكي يكن له قدرًا من المحبة. تبين وقوع خلاف بين يوستاس وميراندا. وفي 14 مارس، كتب يوستاس رسالة إلى دوموريه. في 18 مارس 1793، هاجم جيش دوموريه حاكم هولندا الهابسبورغية، شقيق الإمبراطور النمساوي كذلك، متمثلًا بجيش يوزياس ساكس كوبرغ زالفلد. كادت هزيمة كبرى في معركة نيرويندن أن تنهي الغزو الفرنسي. وفي 22 مارس، بدأ دوموريه المفاوضات مع الجنرال النمساوي ماك. سمح لدوموريه بالانسحاب إلى بروكسل التي فر جنودها بأعداد كبيرة. وفي اليوم التالي وعد دوموريه النمساويين بأنه سيغادر بلجيكا. (ملاحظة: لم يكن لديه إذن بذلك ودون موافقة المؤتمر). وفي 25 مارس طلب دوموريه من كارل ماك دعمه للتقدم إلى العاصمة. كان سيتفاوض على السلام وحل المؤتمر واستعادة الدستور الفرنسي لعام 1791 واستعادة الملكية الدستورية وإطلاق سراح ماري أنطوانيت وأطفالها. حث دوق شارتر، الذي كان مراهقًا حينها، على الانضمام إلى خطته.